# 馮靖
馮靖（15世紀—15世紀），字遇安，南直隸徽州府績溪縣市東人，明朝政治人物。

## 生平
馮靖是宣德元年（1426年）丙午科應天鄉試舉人，正統元年（1436年）授臨城縣教諭，八年（1443年）陞浙江道監察御史，曾奉命處理陝西罕東衛茶馬事宜，平定在延平府陣亡鄧茂七的黨羽、自稱「九龍天王」的吳金七在政和的叛亂，加祿一級，賜絲織物及金錢。景泰四年（1453年）陞浙江按察司僉事，督兵清剿台州府流寇鄭懷茂等，加從四品俸祿，陞浙江按察司副使，更為清廉能幹，不久請求致仕，進階一級辭官回鄉，在家去世。

## 引用
1. 1 2  嘉慶《績溪縣志·卷十·人物志》：馮靖 字遇安，市東人，純篤博學，領宣德丙午鄉薦，授臨城教諭，士多造就，陞監察御史，時陝西罕東等番以易茶馬而譁，朝命帥兵往相機宜，彝民咸烈口咬指而服，閩寇鄧茂七既投首，其黨吳金七等據政和，偽號九龍天王，承命經理其地，設奇擒獲械送京師，詔加祿一級，有文綺寶鏹之錫。尋陞浙江按察司僉事，又督兵勦滅官臺賊酋鄭懷茂等，詔加從四品祿，陞副使，廉能益著，乞歸進階一級，卒于家。
2. ↑  《明英宗睿皇帝實錄·卷一百十一》：（正統八年十二月癸未）擢學正劉泓，教諭馮靖，訓導潘楷、盛琦為監察御史，泓等先以吏部選送都察院理刑，至是考中故擢用之。
3. ↑  康熙《臨城縣志·卷三》：教諭 馮靖 南直績溪人，由舉人正統元年任，行取考選浙江道監察御史
4. ↑  《明英宗睿皇帝實錄·卷二百三十四·廢帝郕戾王附錄第五十二》：（景泰四年十月）己酉陞……馮靖為浙江僉事……